# Духи воды
Ду́хи воды́ — сверхъестественные существа, деятельность которых связана с водой. Могут являться хозяевами морей, рек, озёр, болот или водной стихии в целом. Встречаются в мифологиях большинства народов мира.
- блудички
- водяные
- водяницы
- вудаши
- Гунгун
- каппы
- кэльпи
- лусуты
- Мелюзина
- наяды
- нереиды
- никсы (нэкки, нёкки)[1]
- Суг-ээзи[2]
- уинктехи (унктахе)[3]
- ундины